# 몬트리올 재즈
몬트리올 재즈(영어:Montreal Jazz, 프랑스어:Jazz de Montréal)는 퀘벡주 몬트리올을 연고지로 하는 2012년~2013년 NBL 캐나다 애틀랜틱 디비전 소속 프로 농구 팀이다.

## 역대 홈경기장
| 몬트리올 재즈          |               |                 |      |
| 경기장                 | 사용기간      | 장소            | 비고 |
| 상트르 피에르 샤르보느 | 2012년~2013년 | 퀘벡주 몬트리올 | 빈칸 |